# Lietuvių enciklopedija

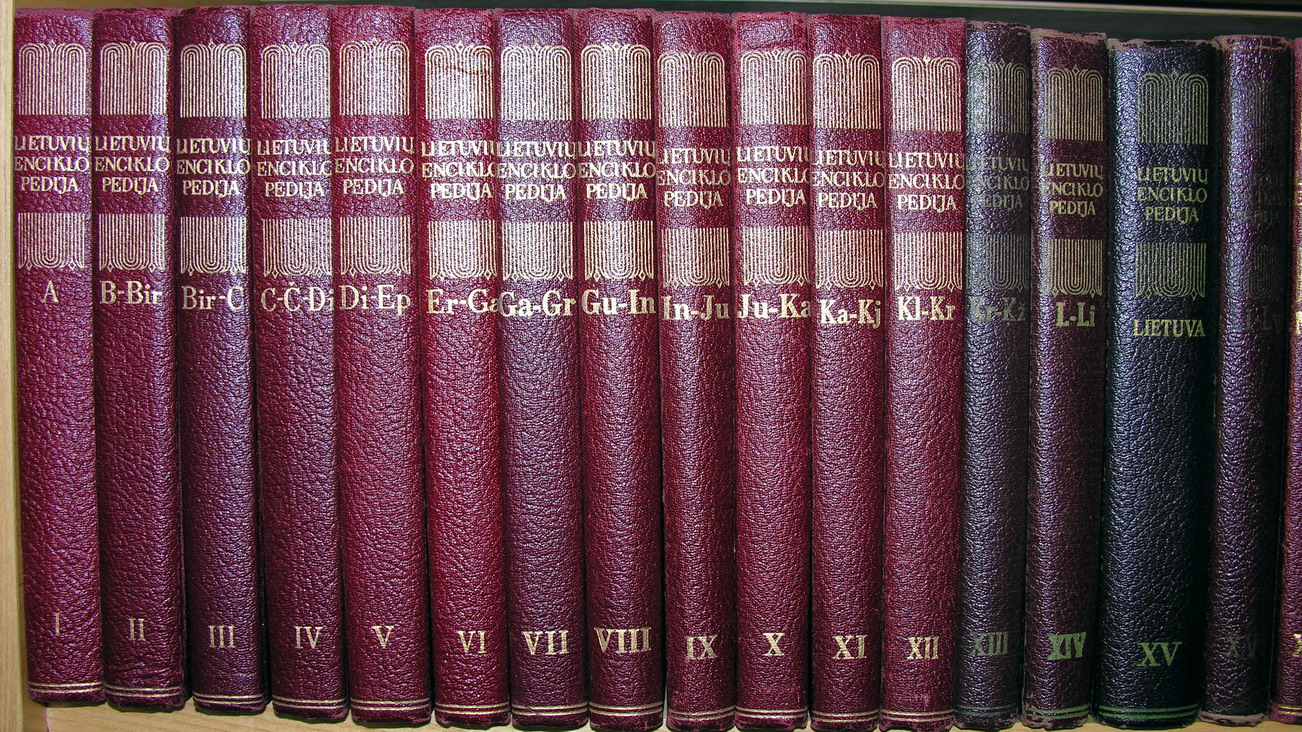
Volums I-XVI de la Lietuvių enciklopedija. El volum XV, a la dreta, consta únicament de l'entrada Lietuva (Lituània).

La Lietuvių enciklopedija (també coneguda com LE o Bostono enciklopedija) és una enciclopèdia general en idioma lituà de 37 volums, que presenta temes relacionats amb Lituània.

## Història
La predecessora de la Lietuvių enciklopedija va ser la Lietuviškoji enciklopedija, el primer volum de la qual 1931 - 1933 va ser publicat per l'editorial Spaudos Fondas. El redactor va ser Vaclovas Biržiška. Fins a 1944, van aparèixer 10 volums de l'enciclopèdia, fins a la lletra J.
Entre 1953 i 1966, es va continuar amb el treball a Boston (Massachusetts) per part d'emigrants lituans. Als 35 volums publicats fins al 1966 van seguir el 1969 i 1987 dos volums més, que constaven d'addicions i suplements. El director i propietari de l'editorial "Lietuvių enciklopedija" va ser Juozas Kapočius, que comptava amb un equip de més de 80 redactors, col·laboradors i ajudants.
Després de la finalització de la Lietuvių enciklopedija, es va començar a treballar a l'enciclopèdia en llengua anglesa Encyclopedia Lituanica.